# MK QTC
MK QTC (pełna nazwa: Magazyn Krótkofalowców QTC) – miesięcznik branżowy skierowany do polskich krótkofalowców, wydawany i redagowany od 1992 r., przez Sylwestra Jarkiewicza (znak wywoławczy: SP2FAP). Informuje o najważniejszych wydarzeniach z dziedzin amatorskiej radiokomunikacji takich jak DX-ing, Contesting i Awards Hunting. Jest redagowany społecznie, autorzy tekstów i innych materiałów publikowanych w miesięczniku nie pobierają opłat za ich umieszczanie.
Z pismem stale współpracuje kilkunastu doświadczonych polskich krótkofalowców (m.in. SP1EGN, SP2JMR, SP2LNW, SP5KP, SP5PB, SP6LB, SP6LV, SP7HT, SP9ENO, SP9HQJ, SQ3HXG, SQ7B, SQ9NFI). Redakcja ma także kilku stałych korespondentów na wszystkich kontynentach (m.in. EW8AU, M0NIQ, VK6DXI, 7J4AAK, K1BV, PY0ZHP, UY5XE). Zagraniczny serwis informacyjny MK QTC opracowywany jest w oparciu o 425DXN, OPDXB, RL KW i UKW, CQ DX itp.; krajowy o Komunikaty PZK.
Przy wydawnictwie działa Ogólnopolski Klub Krótkofalowców SP4KDX, którego operatorzy biorą udział w zawodach krótkofalarskich HF i VHF+, zdobywają dyplomy, puchary itp. Redakcja wydaje osiem wyczynowych dyplomów: SESH Award, MFQ Award, MFH Award, Europe Day Award, NKP Award, HNY Award, SP DX Award i Polskie Gminy Award.
Wspólnie z Polskim Związkiem Krótkofalowców MK QTC zorganizowała cykliczne imprezy radiooperatorskie:
- NKP Contest – krajowe zawody HF i VHF
- WARD Contest – krajowe zawody HF upamiętniające założenie Międzynarodowej Unii Radioamatorskiej
- Europe Day Contest – krajowe zawody upemiętniające powstanie Unii Europejskiej
- HNY Party – noworoczne spotkanie krókofalowców

oraz powołała dwa kluby specjalistyczne: SPCWC-PZK (Polski Klub Telegrafistów) i SPCC-PZK (Polski Klub Miłośników Zawodów Krótkofalarskich). Od 1998 r. MK QTC patronuje wirtualnej kolekcji kart QSL polskich nadawców i nasłuchowców o nazwie SP-QSL-Kolekcja PZK.
Zespół redakcji wyróżniony jest Odznaką Honorową Polskiego Związku Krótkofalowców.

## Dotychczasowe inicjatywy QTC
- Contest Club MK QTC – Ogólnopolski Klub Krótkofalowców SP4KDX. Zrzesza nadawców i nasłuchowców z całej Polski. Operatorzy SP4KDX biorą udział w krajowych i międzynarodowych zawodach krótkofalarskich rozgrywanych na pasmach HF.
- Europe Day Contest – Zawody organizowane 9 maja każdego roku przy współpracy z PZK dla upamiętnienia powołania Unii Europejskiej. Za łączności/nasłuchy przeprowadzone w tym dniu można otrzymać dyplom Europe Day Award. Jest to dyplom okolicznościowy przyznawany za łączności/nasłuchy. Ilość wymaganych łączności i nasłuchów jest zmienna. Stanowi je aktualna liczba krajów należących do UE.
- eQTC Express – Dodatkowy serwis informacyjny dla prenumeratorów MK QTC. Za jego pośrednictwem czytelnicy otrzymują na swoje adresy e-mail pilne wiadomości np. o niespodziewanych aktywności DX, pracy stacji okolicznościowych itp.
- Galeria QTC OnLine – Wirtualna galeria składająca się 46 działów. Niektóre z nich to: anteny radiostacji amatorskich, czasopisma o tematyce krótkofalarskiej, karty QSL z krajów DXCC, dyplomy MK QTC, kolekcja dyplomów SP6FZ, Jan Paweł II na kartach QSL, QSL największych ekspedycji, karty przedwojennych nadawców i nasłuchowców, Kolekcja kart HF0POL, Kolekcja krat QSL z polskiej bazy PAN na Spitsbergenie, kolekcja kluczy telegraficznych, fotografie przedwojennych operatowni, karty QSL polskich stacji okolicznościowych, kolekcje filatelistyczne, QSL stacji upamiętniających powstanie warszawskie, karty Polaków stale zamieszkałych poza granicami kraju.
- HNY Party – spotkanie krótkofalowców na falach eteru, którzy w ostatni dzień starego roku i pierwszy dzień nowego składają sobie życzenia. Podczas każdej łączności wymienia się wszystkie dane, podobnie jak ma to miejsce podczas zwykłego QSO. Spotkanie trwa od 18.00 UTC 31 grudnia do 18.00 UTC 1 stycznia każdego roku. Zaliczane są QSOs przeprowadzone na dowolnych pasmach HF i VHF. Za udział w spotkaniu każdy może otrzymać specjalny certyfikat.
- Krótkofalarska Karta Pamiątkowa (KKP) – wydawana jest dla upamiętnienia niektórych wydarzeń krótkofalarskich w kraju i na świecie. Do tej pory wydanych zostało kilkanaście limitowanych serii. Niektóre KKP można obejrzeć w "Galerie QTC OnLine".
- Kwarcowe Serduszko MK QTC – Wyróżnienie redakcji przyznawane za wybitną działalność krótkofalarską. Ma postać numerowanego dyplomu, do którego dołączane jest serduszko wykonane z prawdziwego kwarcu.
- MFH Award (My First HRD Award) – przyznawany jest za przeprowadzenie pierwszego, potwierdzonego kartą QSL nasłuchu.
- MFQ Award (My First QSO Award) – przyznawany jest za przeprowadzenie pierwszej, potwierdzonej łączności pod własnym znakiem wywoławczym.
- NKP Contest – Krajowe zawody krótkofalarskie HF i VHF organizowane w drugi weekend grudnia każdego roku wspólnie z PZK dla upamiętnienia nawiązania pierwszej potwierdzonej kartą QSL łączności radiowej stacji polskiej z nadawcą zagranicznym.
- PGA Award – Program dyplomowy Polskie Gminy Award. Podstawowy dyplom przyznawany jest za łączności / nasłuchy ze 100 różnymi gminami, kolejne za: 250, 500, 750, 1000, 1250, 1500, 1750, 2000, 2250 i 2478. Wydawany jest także dyplom dla organizatorów ekspedycji do gmin oraz dyplomy za łączności np. z wszystkimi gminami dowolnego powiatu lub województwa.
- SESH Award – (Special Events Hunter Award) przyznawany jest za łączności / nasłuchy ze 100 radiostacjami okolicznościowymi. Za kolejne łączności/nasłuchy stacja zostaje wpisana do tabeli współzawodnictwa. Tabela rankingowa publikowana jest dwa razy w roku: w styczniowym i lipcowym wydaniu MK QTC.
- SP CW Club PZK – Polski Klub Telegrafistów (SPCWC-PZK) zrzesza entuzjastów telegrafii z całego świata. Powstał 11 listopada 1995 r. Klub wydaje dyplom SP DX Award za łączności przeprowadzone na emisją A1 ze 100 Krajami DXCC; jest także współorganizatorem kilku krajowych zawodów krótkofalarskich. SPCWC należy do European CW Association.